# Triathle ai III Giochi del Mediterraneo sulla spiaggia
Le gare di triathle ai III Giochi del Mediterraneo sulla spiaggia si sono svolti dal 9 al 10 settembre 2023 a Heraklion, in Grecia.

## Podi
| Evento          | Oro                               | Argento                                | Bronzo                             |
| Gara maschile   | Emanuele Tromboni                 | Duarte Taleigo                         | Nikolas Papadimitriou              |
| Gara femminile  | Clemence Reibosson                | Alice Rinaudo                          | Léa Fernandez                      |
| Staffetta mista | Francia Léa Fernandez Ugo Fleurot | Italia Alice Rinaudo Emanuele Tromboni | Egitto Habiba Ramadan Youssef Amer |

## Medagliere
| Posiz. | Nazione    | Oro | Argento | Bronzo | Totale |
| ------ | ---------- | --- | ------- | ------ | ------ |
| 1      | Francia    | 2   | 0       | 1      | 3      |
| 2      | Italia     | 1   | 2       | 0      | 3      |
| 3      | Portogallo | 0   | 1       | 0      | 1      |
| 4      | Grecia     | 0   | 0       | 1      | 1      |
| 4      | Egitto     | 0   | 0       | 1      | 1      |
| Totale | Totale     | 3   | 3       | 3      | 9      |